# Supermaño
Supermaño es una serie de historietas realizada desde 1985 por Alberto Calvo Escobar, contando en ocasiones con guiones de Gambarte.

## Trayectoria editorial
La serie se publicó por primera vez en 1985, en un suplemento del Diario Vasco.
En 1988, pasó a la revista El Víbora y, un año después, a Makoki. Fue objeto luego de dos monografías:
- 1993 Supermaño: sin fundamento (El Pregonero, núm. 3);
- 1995 Supermaño, the flin (Ezten Kultur Taldea: Álbumes TMEO, núm. 6).[2]

En 1996, la editorial Iniciativas lanzó un tebeo del personaje que alcanzó las ocho entregas.